# OnlySee
OnlySee è il primo album in studio della cantante australiana Sia, pubblicato nel 1997.

## Descrizione
OnlySee è l'unico album firmato dall'artista usando nome e cognome, anziché semplicemente "Sia", ed è stato prodotto da Jesse Flavell, chitarrista della band The Crisp della quale anche Sia faceva parte, e sponsorizzato dalla casa discografica australiana Flavoured Records. L'album non è mai stato ufficialmente pubblicato: è stato prodotto in un garage, e reso disponibile in un solo negozio di dischi ad Adelaide, in Australia, a solo $1.99. Attualmente è fuori produzione. La traccia Soon venne registrata nuovamente col nome di Sorber And Unkissed e inserita nel secondo album dell'artista, Healing Is Difficult. La traccia Asrep Onosim è stata scritta da Jesse Flavell e Sia in italiano, lingua conosciuta da Sia, che in passato ha studiato musica in Italia (il titolo non è che la frase italiana "mi sono persa" al contrario).

## Tracce
1. Don't Get Me Started – 5:33 (Jesse Flavell)
2. I Don't Want To Want You – 5:02 (Jesse Flavell, Sia Furler)
3. Onlysee – 4:14 (Jesse Flavell)
4. Stories – 4:40 (Jesse Flavell, Sia Furler)
5. Madlove – 1:13 (Sia Furler)
6. A Situation – 4:21 (Jesse Flavell)
7. Shadow – 3:47 (Jesse Flavell)
8. Asrep Onosim – 6:01 (Jesse Flavell, Sia Furler)
9. Take It to Heart – 4:37 (Jesse Flavell)
10. Beautiful Reality – 4:31 (Jesse Flavell)
11. Soon – 2:39 (Jesse Flavell, Sia Furler)
12. One More Shot – 3:36 (Jesse Flavell)
13. Tripoutro – 2:01 (Sia Furler)